# Presenilina

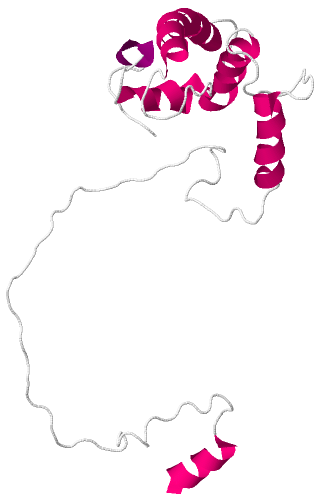
Estrutura da presenilina

Presenilinas são uma família de proteínas transmembranares multipasso relacionadas que funcionam como uma parte da gama-secretase do complexo intermembrana secretase. Elas foram identificadas pela primeira vez em telas de genética para mutações que causam as formas de início precoce de doença de Alzheimer familial por Peter St George-Hyslop no Centro de Investigação em Doenças Neurodegenerativas na Universidade de Toronto, e agora também na Universidade de Cambridge.